# علی مدن
علی مدن (عربی: علي جعفر مدن؛ زادهٔ ۳۰ نوامبر ۱۹۹۵) بازیکن فوتبال اهل بحرین است.
از باشگاه‌هایی که در آن بازی کرده‌است می‌توان به باشگاه ورزشی الشباب کویت اشاره کرد.
وی همچنین در تیم‌های ملی فوتبال Bahrain U23 و بحرین بازی کرده‌است.